# (2139) Makharadze
(2139) Makharadze est un astéroïde de la ceinture principale.

## Description
(2139) Makharadze est un astéroïde de la ceinture principale. Il fut découvert le 30 juin 1970 à Naoutchnyï par Tamara Smirnova. Il présente une orbite caractérisée par un demi-grand axe de 2,46 UA, une excentricité de 0,19 et une inclinaison de 2,2° par rapport à l'écliptique.

## Compléments